# Шейх Мансур

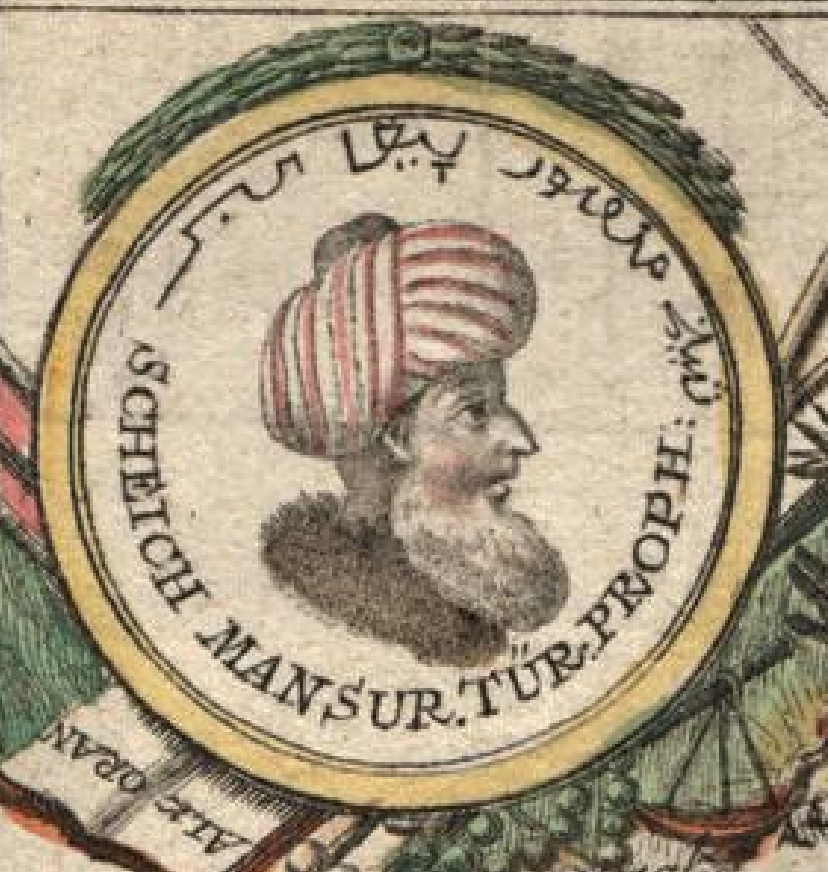
Недостоверный портрет Мансура Ушурмы (1760—1794). Автор И. Хр. Винклер

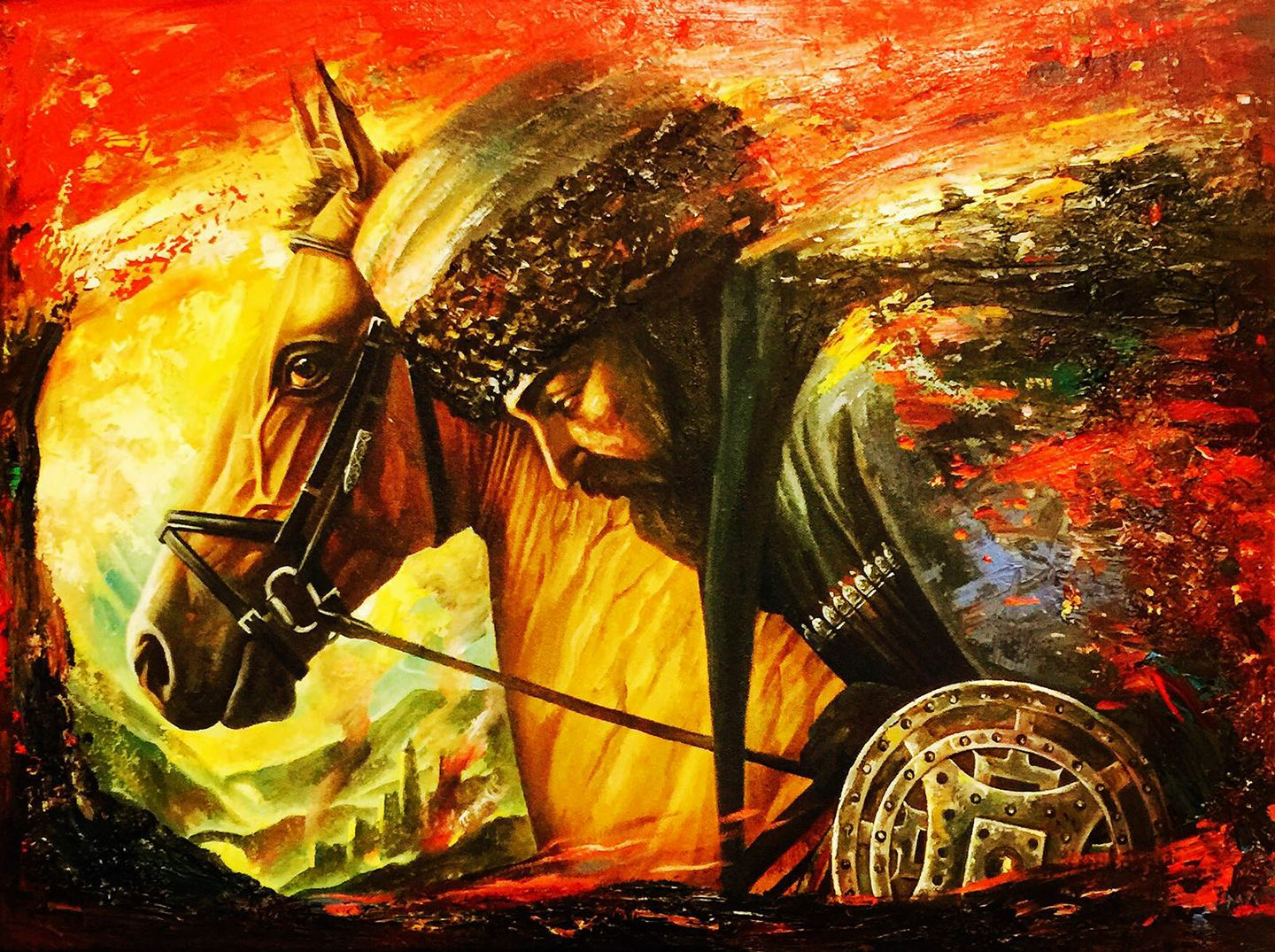
Шейх Мансур, художник Руслан Хасханов

Шейх Мансу́р (Ушурма, шайх Учерман) (чечен. Мансур; 1760, Алды — 1794, Шлиссельбургская крепость) — военно-политический и религиозный деятель, исламский проповедник, военачальник, первый имам Северного Кавказа. Предводитель народно-освободительного движения горцев Северного Кавказа 1785—1791 годов. В советской историографии известен как первый кавказский революционер.

## Биография
Чеченец, происходил из тайпа элистанжхой. Отец Мансура — Шаабаз, вместе с братьями Эламхой и Шахабом, переселились в Алды со своего хутора, располагавшегося недалеко от аула Тевзана, приблизительно в 1740-х годах. Территориально хутор предков Мансура располагался там же, где было основано селение Хаттуни спустя почти сто лет.
В конце XVIII века Мансур начал проповедовать своё учение среди чеченцев.
8 марта 1785 года генерал Петлинг сообщил рапортом наместнику Кавказа генерал-аншефу П. С. Потёмкину о появлении в чеченских лесах за рекой Сунжей «проповедника». Туда были направлены разведчики. Одному из них удалось побывать в селении Алды, главном штабе шейха, и там разведать, что окружающее население собирается в Алды и подготавливает выступление на Кабарду «чтобы подчинить их мусульманскому закону». Он выяснил также, что Ушурма (шейх Мансур) уже установил связь с Умаханом Аварским, самым влиятельным из князей Дагестанского региона. В это время полковник Матсен, комендант Владикавказской крепости, доложил генералу Потёмкину, что известный Шейх-Мансур проник в Кабарду и что горцы этого района угрожающе относятся к русским войскам. В это время российские власти пробовали пресечь в начале появляющееся волнение, многократно требуя от чеченцев выдачи проповедника. В первой половине 1785 года число сторонников имама не переставало расти. В числе первых выделяются чеченцы ближайших к Алды селений, затем горцы Дагестана (лезгины, аварцы, даргинцы), кумыки и даже горцы, прибывшие из Кабарды и Кубани (черкесы).
В течение лета 1785 года имам пытался вступить в связь с османами и отправил султану первое письмо, в котором объявлял себя преданным союзником и сообщал о своём намерении идти против общего неприятеля. Распространялись слухи о предстоящем выступлении войска «газавата». Князь Григорий Потёмкин-Таврический 6 мая 1785 года отдал приказ своему родственнику генералу Павлу Потёмкину, наместнику Кавказа, пленить шейха Мансура «предпочтительно без пролития крови».
Посланный для захвата Мансура и его единомышленников отряд численностью в 2000 человек с 2 орудиями под начальством полковника А. Н. де Пьери 6 июля 1785 года потерпел при селении Алды сокрушительное поражение. Сам Пьери погиб. В числе пленных оказался Пётр Багратион, впоследствии герой Отечественной войны 1812 года.
Успех в этой битве побудил Мансура предпринять ряд наступательных действий против российских укреплений и станиц Кавказской линии.
Вокруг прославленного имама с репутацией проповедника начали группироваться многочисленные отряды, которые к концу 1785 года составляли войско численностью до 10 000 бойцов, главным образом чеченцы и дагестанцы. Перед лицом такой опасности, русское командование вынуждено было занять оборонительное положение. Авангардная линия войск, блокирующих горы, была передислоцирована, мелкие укреплённые пункты оставлены и все русские силы перемещены в три больших гарнизона с базами в Моздоке, Кизляре и Екатеринодаре. Таким образом, горы больше не блокировались. С другой стороны, силы, дислоцированные в Грузии, были отозваны на Кавказскую линию. Турецкие власти в Анапе и Согугаке, которые внимательно наблюдали за ходом событий сообщают о растерянности русского командования. Комендант Сунжук-калы писал в сентябре 1785 года:
«После ихнего разгрома, русские войска укрепились в гарнизонах… Объятые смятением готовятся сосредоточить войска и боеприпасы с постов лёгких в более сильные укрепления». Он сообщает также, что по всей кубанской линии против турецкой линии русские войска заняли оборонительные позиции, сконцентрировали свои силы и разрушили мосты. Война вспыхнула на всем протяжении «Кавказской линии», от Кубани до Терека. Донесения начали приходить от всех комендантов крепостей. В июле 1785 года Мансур спустился на равнины и начал наступление на крепость Кизляр, ключевую позицию на «Каспийской линии» и главную военную базу русских войск в Дагестане.
Войска Мансура произвели 15 июля 1785 года первый штурм, который был отбит; но позже им удалось взять форт Карга, расположенный в нескольких верстах от Кизляра. 29 июля они безуспешно атаковали форт Григориполь, затем начали свою попытку против Кизляра. Несмотря на ожесточённые штурмы, которые продолжались три дня (19 — 21 августа 1785 г.), артиллерия гарнизона Кизляра отбила все атаки и, на рассвете 22 августа войска имама отошли в горы. Так закончилась полупобедой единственная попытка горцев перенести войну на территорию противника. Гарнизоны, занимавшие укрепления от Моздока до Владикавказа, не были в состоянии предохранить дорогу в Грузию от нападений со стороны чеченцев. Вследствие этого в 1786 году только что возведённые укрепления Потёмкина, (Григориполь, Владикавказ) были вынужденно оставлены и гарнизоны выведены на линию.
Основными своими целями Мансур ставил борьбу с рабством, феодалами, кровной местью, и в целом, замену горских адатов на законы шариата.
Гасан Алкадари приводит выписки из текста письма аварского правителя Уммахана Шейху Мансуру:
Во времена когда появился знаменитый религиозный деятель Мансур, он начал проповедовать законы шариата в Чечне, и возжелал на примере Чечни также и в Дагестанском округе воплотить свои планы. Умахан решил воспрепятствовать этому, запрещал слушать проповеди Шейха Мансура Аварскому народу. Мне самому довелось видеть старую книгу в которой было письмо написанное от Уммахана Мансуру которое содержит следующее послание: «Много почитаемый Шейх Мансур, в своих призывах ты желаешь, чтобы я и народ Дагестанский вместе с народом Чечни направились в Крым воевать с русскими, чтобы послужить исламу. Но у русских огромные силы. Воинство намеревающиеся выступить против них должно обладать хотя бы равной силой и обладать военными навыками необходимые для ведения долгой и затяжной войны. Дагестанский народ не обладает таким воинством. Чтобы содержать воинов они должны в течение недели совершать набеги в Грузию с небольшими затруднениями, захватывать добычу и быстро возвращаться. Такими хитростями они здесь и живут. Известно такими методами перед Российской империей успехов не достигнуть, это может стать гибелью для Дагестанского народа. Поэтому я не могу тебе ни чем помочь.
Проповедник Шейх Мансур в 1199 (1785) году в период правления султана Абдул-Гамида был назначен Османской империей в Чеченский и Дагестанский округ, чтобы собрать ополчение из мусульман, поднять народы этих округов на священную войну. В дальнейшем вмешаться в войну между Российской и Османской империями возникшую в то время в Крыму. Шейх-Мансур будучи человеком известным среди мусульман и владеющий религиозным учением благородных нравов, был влиятельной фигурой среди народов Чечни и Дагестана как это выясняется из призывов и писем написанных в стихотворной форме, в книгах той эпохи.
Но аварский хан Уммахан пресекал любую связь дагестанцев с Шейхом Мансуром, запрещал помогать или вступать в союзники Шейху Мансуру, так же, как и Шамхал Тарковский, Казикумухский и Кюринский хан и его сын Сурхай-хан.
Движение Мансура, распространившись среди адыгов и дагестанцев, быстро охватило весь Северный Кавказ. Борьба с Мансуром и явившимися к нему на помощь турками во время Второй турецкой войны 1787—1791 годов потребовала больших усилий и стоила Российской империи многих жертв.
После неудачи под Кизляром шейх Мансур потерял многих последователей. Сам он нашёл убежище среди кумыков, поселившись в кумыкских сёлах, где начал собирать новое войско. Для того чтобы собрать новое войско он направил гонцов во все уголки Кавказа, с призывом встать под его знамёна и прибыть к Моздоку для борьбы с империей. На его призыв откликнулось 20 тысяч, среди которых были кабардинцы, кумыки, чеченцы и аварцы. Узнав о планах горцев, русское командование выдвинуло им навстречу 4-тысячное войско под командованием полковника Нагеля. Ему была поставлена задача разгромить горское войско до того как они соберутся в указанном месте. Произошедшее с 30 октября по 2 ноября 1785 года близ татартупских развалин, недалеко от нынешнего осетинского села Эльхотово сражение вошедшее в историю как Татартупское, по причине своих беспорядочных действий горцы потерпели поражение и были вынуждены отступить в свои владения. Поражение внесло раздор в ряды горцев. Кумыки отступили в свои владения, аварцы и чеченцы устроили между собой резню, а кабардинцы вскоре объявили о покорности русским и направили им в поддержку свой отряд для действий против турок. Сам шейх Мансур перебрался за Кубань.
20 сентября 1787 года отряд полковника Ребиндера (армии Потёмкина) атаковал главный лагерь шейха Мансура из 600 арб, стоявших вагенбургом между реками Урупом и Лабой. После упорного сопротивления Мансур был выбит оттуда. 21 сентября Мансур попытался обратно отбить вагенбург. 22 сентября Мансур снова напал на русских и снова неудачно. С 13 октября по 2 ноября отряд Текелли численностью 12 тысяч человек совершил рейд за Кубань против остатков войск шейха Мансура.
В октябре 1788 года генерал-аншеф Текели предпринял экспедицию к крепости Анапа в которой находился гарнизон состоящий из горцев и турок. Руководил обороной крепости Мансур. После ожесточенного боя штурмующие отступили. В начале 1790 года отряд под руководством генерал-поручика Ю. Б. Бибикова совершил второй поход к крепости Анапа, который завершился полным поражением. Отряд потерял почти половину личного состава и отступил. В итоге из 8-тысячного отряда Бибикова в живых осталось только 2 тысячи человек.
После победы 30 сентября 1790 года генерала Германа над турко-горским отрядом турецкого паши Батал-паши на берегу Кубани силы Мансура были истощены и он с последними отрядами укрылся в построенной турками крепости Анапа, которая готовилась к обороне. 22 июня 1791 года, во время штурма российскими войсками Анапы, Мансур был ранен, а после взятия Анапы и отчаянного сопротивления был пленён (или сдался в плен). Штурм, проводившийся генералом Гудовичем был кровопролитнейшем, защитники Анапы были истреблены практически поголовно. Оставшиеся в живых сторонники Шейха Мансура говорили, что он был душой всей обороны. В последние минуты боя Мансур вместе с 16 своими приверженцами, заперся в землянке, но был окружен и взят в плен. После этого он был немедленно отправлен под конвоем в Петербург. Отношение к Мансуру было не как к пленному, а как к бунтовщику («опасному политическому преступнику»). Он допрашивался много раз секретарем «тайной экспедиции», а затем, по указу Екатерины, данному 15 октября 1791 года полковнику Кулебякину, коменданту Шлисельбургской крепости, был приговорен к пожизненному заключению в этой крепости «за возбуждение народов гор против России и причинение большого ущерба Империи».

### Смерть
Умер в Шлиссельбургской крепости.

Рапорт.

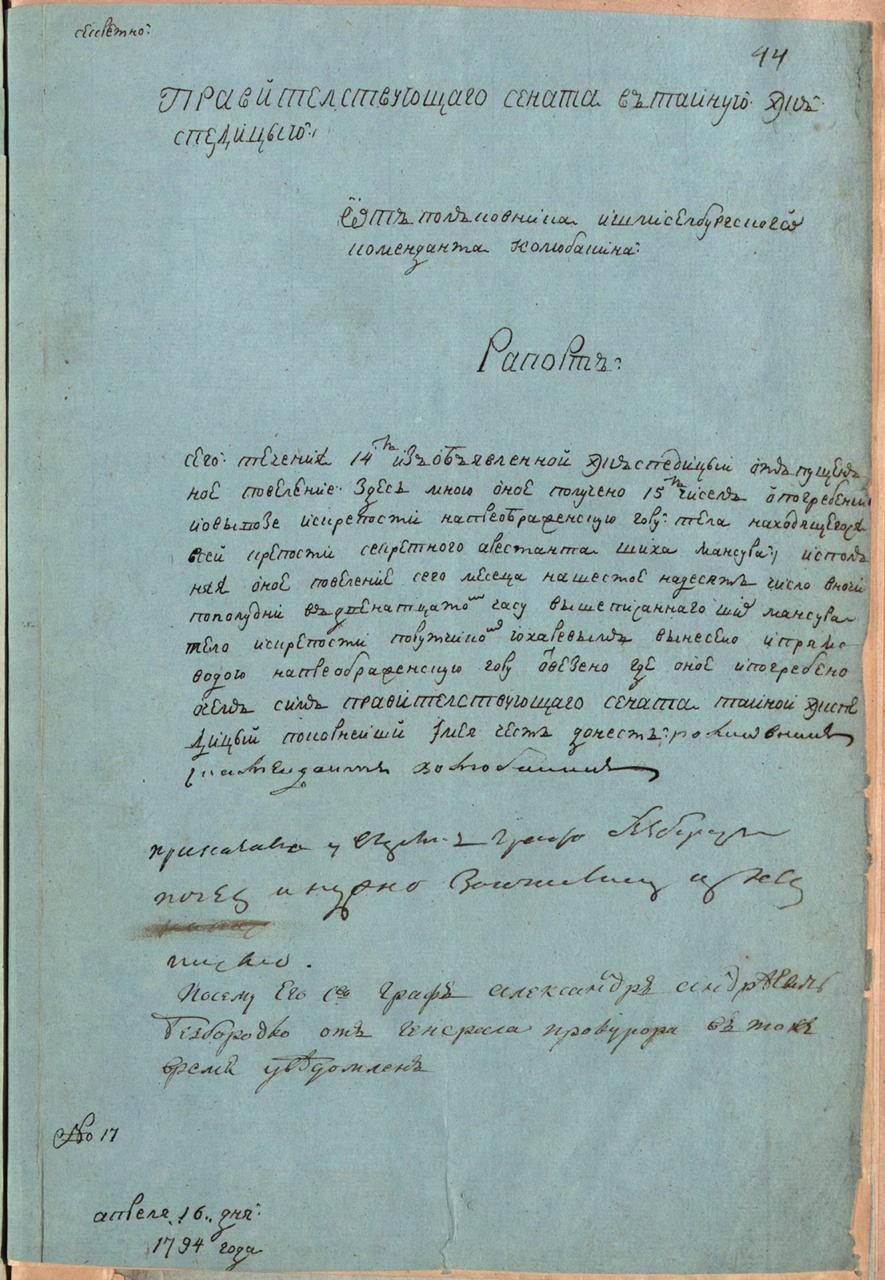
14 апреля, 1794 года. (Л. 44)
Секретно. Правительствующаго Сената в Тайную экспедицию от полковника и Шлиссельбурского коменданта Колюбакина

Сего апреля 14-го из объявленной экспедиции отпущенное повеление здесь мною оное получено 15 числа о погребении и о вывозе ис крепости на Преображенскую гору тела находящегося в сей крепости секретного арестанта Шиха Мансура. Исполняя оное повеление сего месяца в шестое на десять число пополудни в двенадцатом часу вышеписанного Ших Мансура тело ис крепости поручиком Юхаревым вынесено и прямо водою на Преображенскую гору отвезено, где оное и погребено, о чём сим Правительствующего Сената Тайной экспедиции покорнейше имею честь донесть.
Полковник и комендант Колюбакин.

### Семья
У Шейха Мансура было два родных брата: Танти и Тыча. Он был женат на Чачи, от которой у него, на момент его ареста, было трое детей — сын Яса (8 лет), и две дочери Рагмет (4 года) и Намет (1 год). В одном из столкновений с царскими войсками погиб родной брат Шейха Мансура.

## Память

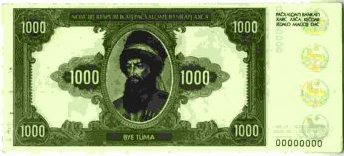
Портрет Мансура на чеченском нахаре — готовившейся государственной валюте Ичкерии

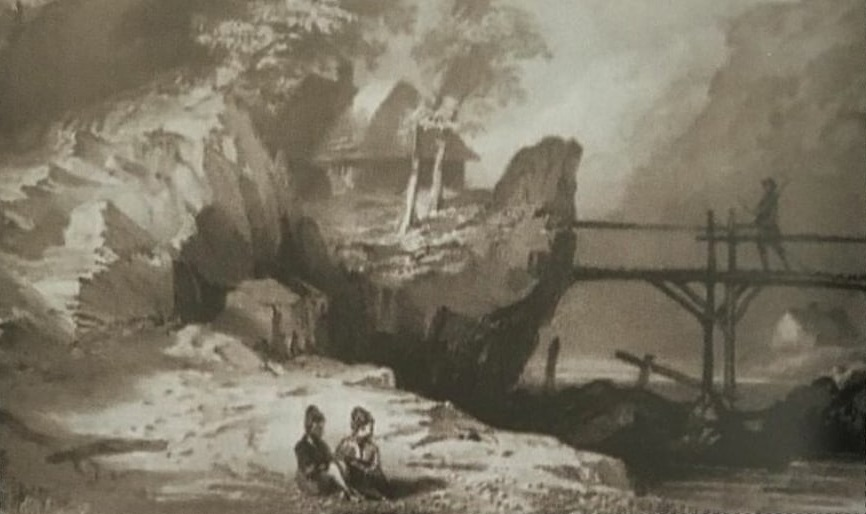
Дом шейха Мансура. Гравюра Э. Спенсера. (1838)

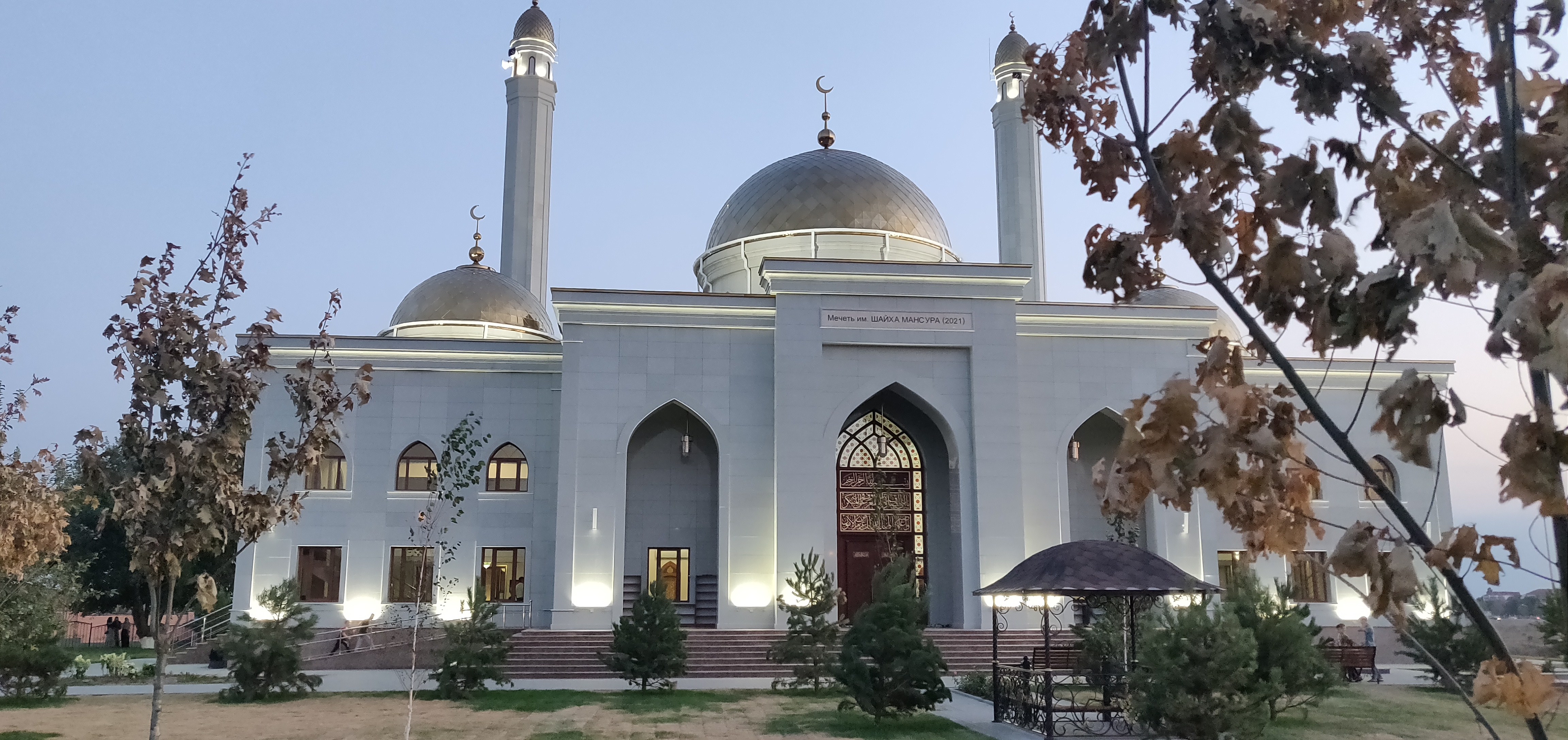
Мечеть им. Шейха Мансура в Грозном

- В 1838 году в своей книге «Путешествие в Черкесию» Эдмонд Спенсер зафиксировал посвящённую шейху Мансуру песню, исполняемую местными бардами, и описал Мансура как героя всего Кавказа[70].
- В 1934 году был написан роман «Шейх Мансур» Анатолия Виноградова.
- Писательница Надежда Ионина включила Шейха Мансура в список «100 великих узников»[71].
- Шейх Мансур включён в список «100 Великих людей Ислама»[72].
- Чеченские барды Хасмагомед Хаджимуратов[73], Турпал Джабраилов[74], Ризавди Исмаилов[75] и Тимур Муцураев[76] посвятили песни Шейху Мансуру с одноимёнными названиями.
- В период фактической независимости Чечни в городе Грозный улица Маяковского[77], площадь Ленина[78] и аэропорт «Северный»[79] получили имя Шейха Мансура.
- Улицы Шейха Мансура по сей день есть в Хасавюрте, Шали, Знаменском, Иласхан-Юрте, Коби, Шелкозаводской, Гикало, Первомайской, Гудермесе, Джалке и Малгобеке.
- В посёлке Алды Заводского района города Грозный есть «Белая мечеть» имени Шейха Мансура[80].
- Его именем названа улица в селе Кадыротар Хасавюртовского района Республики Дагестан.
- На улице Шейха Мансура в Хасавюрте установлена мемориальная доска в его честь[81].
- Имя Шейха Мансура носит чеченский батальон в составе Добровольческого украинского корпуса.
- До 1944 года в Грозненском краеведческом музее хранился перстень (именная печатка) Шейха Мансура. (Надпись: «Имам Мансур»). Печатка в форме листа алычи или вытянутого «сердечка». Перстень из серебра[82].
- В 1992 году в Чеченской Республике Ичкерия была выпущена серия марок, на одной из которых был изображён шейх Мансур[83].
- В 2014 году в составе ВСУ был создан батальон имени шейха Мансура
- В декабре 2020 года Заводской район Грозного был переименован в Шейх-Мансуровский[84].
- Киностудия «Грозный-фильм» носит имя Шейха Мансура[85].
- 23 августа 2021 года состоялось открытие новой мечети имени Шейха Мансура в посёлке Алды[86].
- В октябре 2023 года в Кривом Роге (Украина) был открыт мемориал посвящённый Шейху Мансуру[87].
- В октябре 2023 года в Чеченской Республике (в Гудермесе[88]) основан стрелковый батальон имени Шейха Мансура[89].
- В 2022 году вышла поэма «Шейх Мансур» чеченского писателя и поэта Асламбека Тугузова[90].